# Wollastonite-1A
La wollastonite-1A è un metasilicato di calcio, caratteristico dei calcari metamorfici; appartiene alla famiglia dei pirosseni monoclini e deriva il suo nome dal chimico inglese W. H. Wollaston (1766-1828).
Il politipo 1A è stabile a temperature inferiori a 1150 °C, ed è triclino. Essendo un politipo è da considerarsi una varietà di wollastonite.

## Nomenclatura
Il metasilicato di calcio, CaSiO3, si presenta in natura in tre forme: la pseudowollastonite (β-CaSiO3), forma stabile ad alte temperature, triclina e pseudo-ortorombica, presente solo nelle rocce piro-metamorfiche. La wollastonite 1A, triclina e la wollastonite 2M, monoclina, appartengono entrambe alla forma stabile a bassa temperatura, (α-CaSiO3). La denominazione dei politipi della wollastonite è stata uniformata nel 1993: il numero corrisponde alla periodicità degli strati, la lettera all'iniziale del sistema cristallino secondo le convenzioni dell' International Union of Crystallography che nello specifico attestano la wollastonite-1A (Anorthic, sinonimo di Triclino) contro le precedenti denominazioni wollastonite-Tc, wollastonite-T.

## Struttura
Considerata appartenente al gruppo dei pirosseni. Consiste in lunghe catene formate da maglie di tre tetraedri uniti per un vertice.

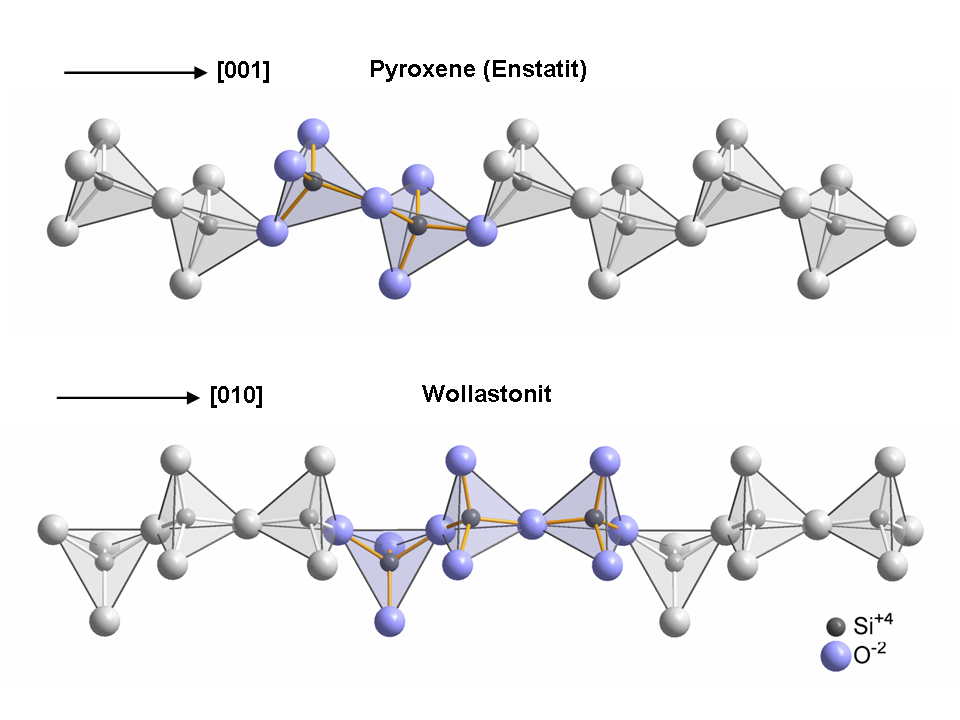
Confronto fra la catena dei pirosseni con quella della wollastonite (sotto).

## Abito cristallino
Aciculare o prismatico, cristalli lunghi fino a 20 cm.

## Origine e giacitura
La wollastonite si forma in ambienti metamorfici sia ignei che coinvolgano rocce carbonatiche. giacimenti significanti si rinvengono in depositi di skarn sottoposti a metamorfismo idrotermale nel contesto di deformazioni tettoniche regionali o metamorfismo dell'aureola di contatto di un'intrusione granitica.
la reazione è:
Si02 + CaCO3 = CaSiO3 + CO2
La wollastonite può anche cristallizzare direttamente da un magma carbonatico.